# Installation de refroidissement
 (décembre 2023).
Si vous disposez d'ouvrages ou d'articles de référence ou si vous connaissez des sites web de qualité traitant du thème abordé ici, merci de compléter l'article en donnant les références utiles à sa vérifiabilité et en les liant à la section « Notes et références ».
Une installation de refroidissement est un ensemble cohérent de d'appareils de refroidissement à destination de refroidissement et climatisation dans le bâtiment. Elle peut se situer dans un bâtiment ou un ensemble de bâtiments à usage d'habitation, industriel, commercial, ou de bureaux.
Les systèmes de refroidissement mis en œuvre sont de deux types : ceux actifs et ceux passifs.
Dans le cadre du protocole de Kyoto, une installation de refroidissement doit répondre à un nombre croissant d'exigences[Lesquelles ?].